# Chamaeleo
Chamaeleo Laurenti, 1768 è un genere di piccoli sauri della famiglia dei Chamaeleonidae.

## Descrizione
Rispetto agli altri generi della famiglia, il genere Chamaeleo non presenta decorazioni del capo particolarmente appariscenti quali corni o strutture similari. In tutte le specie è presente una cresta golare, più vistosa in alcune specie (p.es. C.calyptratus), quasi impercettibile in altre. Un carattere sinapomorfico del genere è la presenza di uno sperone tarsale, più pronunciato nei maschi rispetto alle femmine.

## Distribuzione e habitat
Il genere è ampiamente distribuito in Africa ed estende il suo areale all'Europa meridionale, al Medio Oriente, alla penisola arabica e al subcontinente indiano. Una specie (C. monachus) è endemica dell'isola di Socotra.
Sebbene alcune specie possano ambientarsi nelle foreste di bassa quota e nelle praterie montane, la maggior parte di esse popolano la savana, la macchia e gli ambienti semidesertici, con un'unica specie (C. namaquensis) adattatasi al deserto vero e proprio.

## Tassonomia
Comprende le seguenti specie:
- Chamaeleo africanus Laurenti, 1768
- Chamaeleo anchietae Bocage, 1872
- Chamaeleo arabicus (Matschie, 1893)
- Chamaeleo calcaricarens Böhme, 1985
- Chamaeleo calyptratus Duméril & Duméril, 1851 - camaleonte velato o camaleonte dello Yemen
- Chamaeleo chamaeleon (Linnaeus, 1758) - camaleonte comune o camaleonte mediterraneo
- Chamaeleo dilepis Leach, 1819
- Chamaeleo gracilis Hallowell, 1844
- Chamaeleo laevigatus (Gray, 1863)
- Chamaeleo monachus (Gray, 1865) - camaleonte di Socotra
- Chamaeleo namaquensis Smith, 1831 - camaleonte del Namaqualand
- Chamaeleo necasi Ullenbruch, Krause & Böhme, 2007
- Chamaeleo senegalensis Daudin, 1802 - camaleonte del Senegal
- Chamaeleo zeylanicus Laurenti, 1768

### Binomi obsoleti
Numerose altre specie attribuite in passato al genere Chamaeleo sono oggi collocate in altri generi. Tra di esse: 
- Chamaeleo jacksonii = Trioceros jacksonii
- Chamaeleo oustaleti = Furcifer oustaleti
- Chamaeleo parsonii = Calumma parsonii